# 富士市立岩松小学校
富士市立岩松小学校（ふじしりつ いわまつしょうがっこう）は、静岡県富士市に所在する市立小学校。

## 概要
- 明治6年に開校し、富士市に現存する小学校では最も古い歴史を持つ。
- 通級指導教室が設置されている[1]。
- 卒業者は、原則として富士市立岩松中学校へ進学する。
- 岩松地区は今でも富士市中心部より外れた郊外であるが、昭和50年 - 60年代にベッドタウンとして転入者が急増。また第2次ベビーブーム世代と重なり、児童数が1,600名近くになった。そのため、昭和55年ごろ第2小学校（現：岩松北小学校）の建設案があがった。ただ用地買収などの問題から建設は大幅に遅れ、平成元年に岩松北小学校が完成したときには、生徒数も大幅に減っていた。
- 毎年冬季に行なわれるマラソン大会は、隣接する富士川の河川敷（雁堤）の広大な敷地を利用して行なわれる。

## 所在地
- 静岡県富士市松岡850番地

## 沿革
- 1873年（明治6年）3月 - 松岡、岩本両村に巌松舎として創設。
- 1875年（明治8年）6月 - 松岡村と岩本村の合併に伴い、松岡村の巌松舎1校とする。
- 1879年（明治12年）9月 - 公立小学校岩松舎に改称。
- 1887年（明治20年）7月 - 松岡尋常小学校に改称。
- 1890年（明治23年）10月 - 岩松尋常小学校と改称。
- 1895年（明治28年）4月 - 岩松高等尋常小学校と改称。
- 1941年（昭和16年）4月 - 岩松村国民学校と改称。
- 1947年（昭和22年）4月 - 岩松村立岩松小学校と改称。
- 1954年（昭和29年）3月 - 富士町、田子浦村、岩松村が合併に伴い、富士市立岩松小学校と改称。
- 1989年（平成元年）3月 - 富士市立岩松北小学校と分離独立する。

## 通学区域
- 浦町（身延線西側）、林町、新町、橋下(1-1～1-9、4-10、2-1～2-11班) 、四丁河原上、四丁河原下、水神
※この地域に在住の特別支援学級の情緒学級の児童は、岩松北小学校へ通学する[2]。

## 指定避難所
本校は、以下の地域の避難所に指定されている。
- 浦町（西）、林町、新町、四丁河原上、四丁河原下、水神

## 周辺地域
- 富士市役所岩松まちづくりセンター
- 岩松郵便局